# Kontinient (kwartalnik)
Kontinient (kwartalnik) – jedno z najważniejszych czasopism tzw. trzeciej emigracji z ZSRR, która objęła dużą grupę artystów i literatów. W latach 1974–1992 wydawane w Paryżu, od 1992 roku w Moskwie. Począwszy od 2003 roku ukazuje się tylko w wersji elektronicznej.

## Paryż
Pierwszy numer czasopisma ukazał się w 1974 roku. Nosił podtytuł litieraturnyj, obszczestwienno-politiczeskij i rieligioznyj żurnał. Nazwę pisma wymyślił Aleksandr Sołżenicyn, redakcja w pierwszym numerze tak uzasadniała ten wybór: mówimy w imieniu całego kontynentu krajów Europy Wschodniej.
Założycielem i kierownikiem pisma w okresie paryskim był Władimir Maksimow, w skład redakcji wchodzili Rosjanie: m.in. Andriej Siniawski, Aleksandr Galicz, Wiktor Niekrasow, Władimir Bukowski, Natalja Gorbaniewska, Aleksandra Tołstoj, Aleksandr Ginzburg, Wasilij Aksionow, Iosif Brodski, Michaił Heller; jedynym przedstawicielem kraju był Andriej Sacharow. Pismo współtworzyli także emigranci z innych krajów bloku wschodniego: m.in. Jerzy Giedroyc, Józef Czapski, Gustaw Herling-Grudziński oraz intelektualiści europejscy i amerykańscy, m.in. Eugène Ionesco, Saul Bellow, Arthur Koestler.
Kontinient drukował teksty takich autorów jak Aleksandr Sołżenicyn, Włodzimierz Wojnowicz, Wasilij Grossman, Gieorgij Władimow, Boris Pasternak, George Orwell, Adam Michnik. Tu po raz pierwszy ukazały się fragmenty głośnej powieści Wasilija Grossmana Życie i los oraz listy Borisa Pasternaka.
W okresie 1974–1989 pismo było wspierane przez niemieckie wydawnictwo Axel Springer AG kwotą 200 tysięcy dolarów rocznie.

## Program
Redakcja pierwszego numeru Kontinientu sformułowała następujące założenia programowe pisma:
- bezwarunkowy idealizm religijny, to znaczy, przy dominującej tendencji chrześcijańskiej, stały związek duchowy z przedstawicielami innych wyznań
- bezwarunkowy antytotalitaryzm, to znaczy walka ze wszelkimi formami totalitaryzmu: marksistowskiego, narodowego, religijnego
- bezwarunkowy demokratyzm, to znaczy zdecydowane popieranie wszelkich demokratycznych instytucji i tendencji we współczesnym społeczeństwie
- bezwarunkowa bezpartyjność, to znaczy kategoryczne odcięcie się od wyrażania interesów jakiegokolwiek z istniejących ugrupowań[1]

Władimir Maksimow, redaktor naczelny, stanowczo zwalczał wszelką lewicowość, co doprowadziło do jego głośnego konfliktu z Andriejem Siniawskim. Efektem tego było zniknięcie nazwiska Siniawskiego ze stopki redakcyjnej, począwszy od piątego numeru Kontinientu. Po 20 latach Maksimow publicznie przeprosił Siniawskiego.
W piśmie, obok literatury pięknej, znalazły się m.in. takie działy jak: Rosja i współczesność, Dialog wschodnioeuropejski, Zachód i Wschód, Fakty i świadectwa, Religia w naszym życiu, Historia.
Po przekazaniu przez Maksimowa redakcji pisma do Moskwy, redaktorem naczelnym został Igor Winogradow. Od 2003 r. roku pismem kieruje Eugene Ermolin.